# Cocculinella osteophila
Cocculinella osteophila is een slakkensoort uit de familie van de Cocculinellidae. De wetenschappelijke naam van de soort is voor het eerst geldig gepubliceerd in 1983 door B.A. Marshall.

## Voorkomen
De in zee levende slak is endemisch in Nieuw-Zeeland.